# Cung thiên văn Eise Eisinga

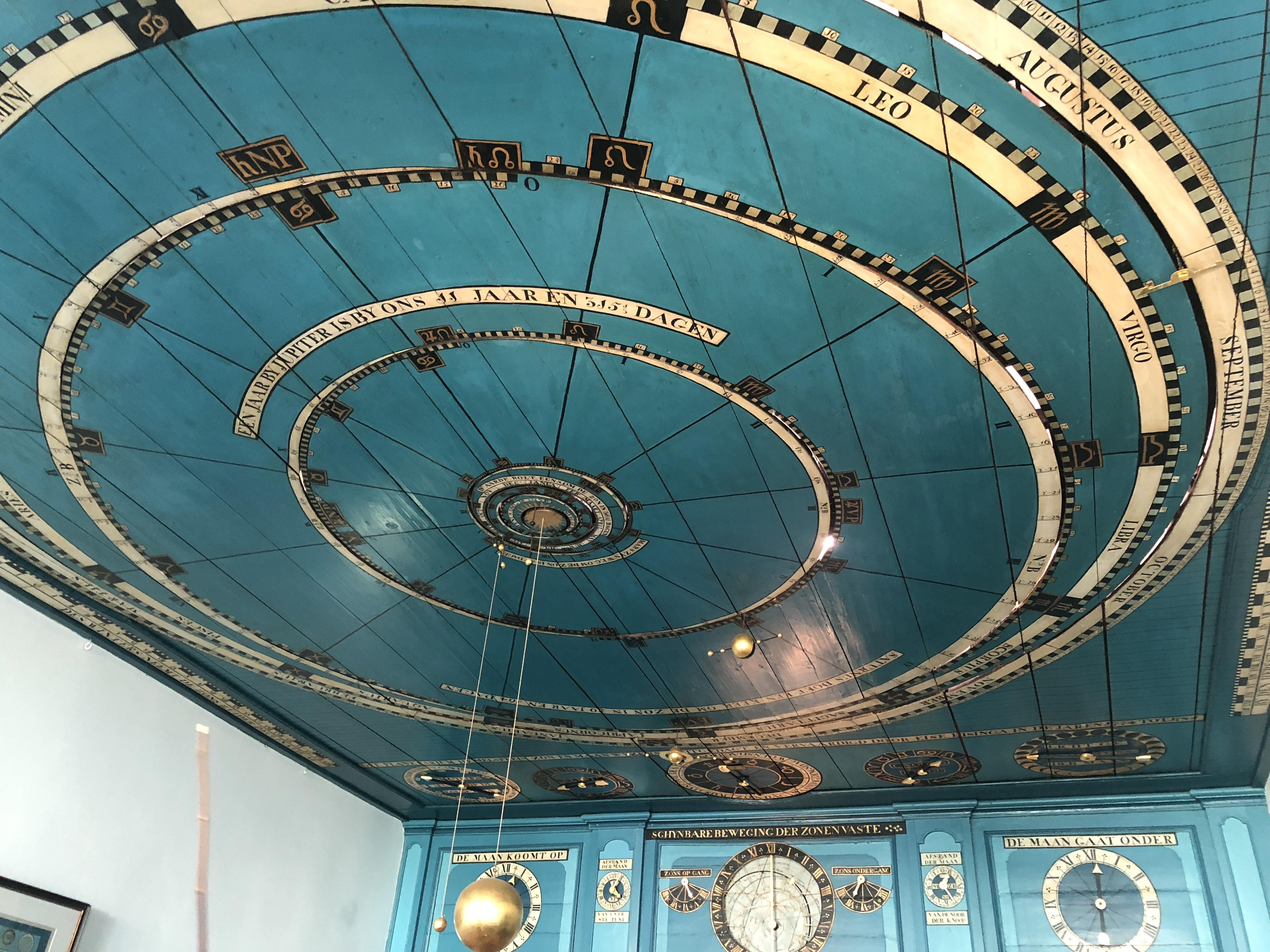
Mô hình vũ trụ cơ học.

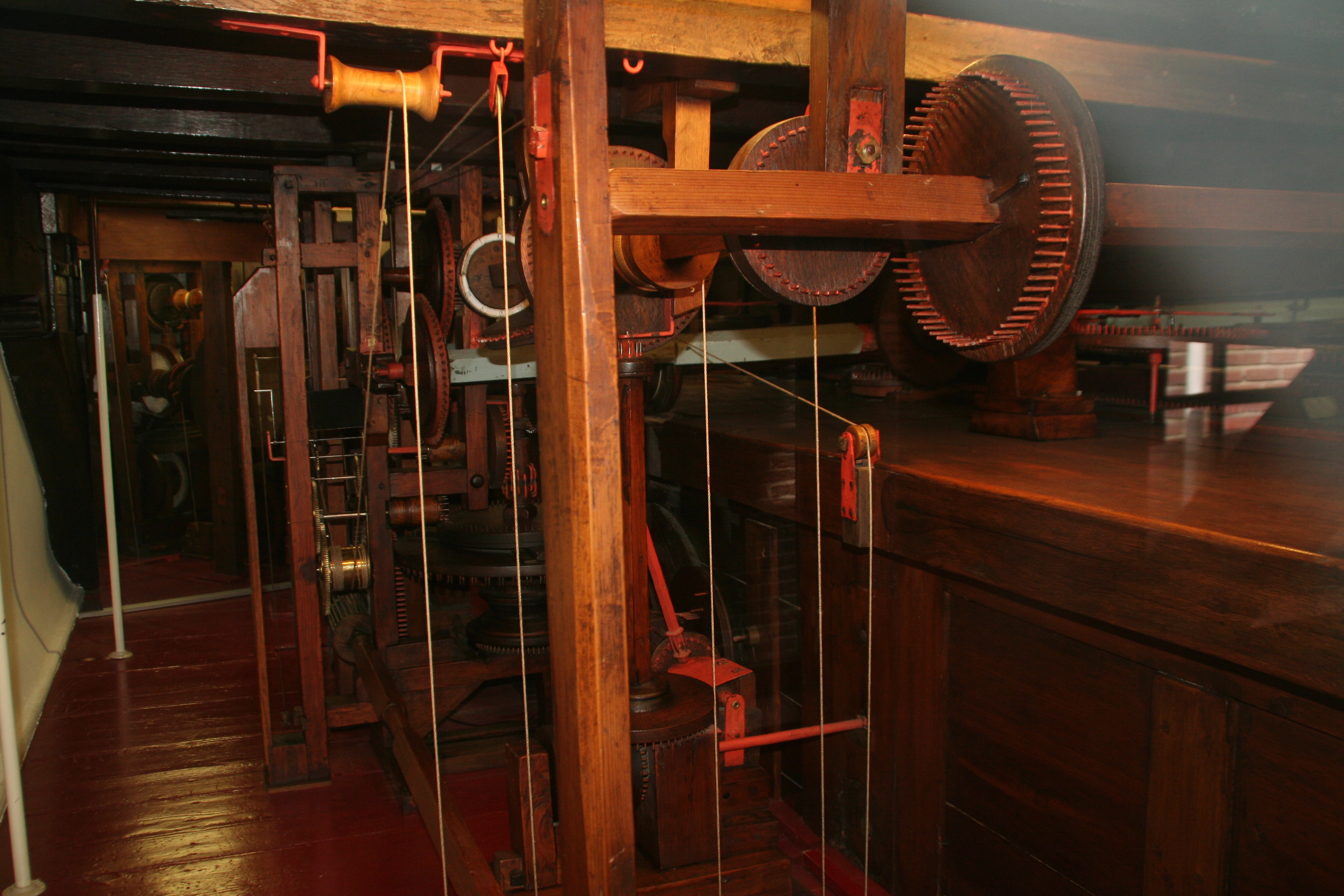
Cỗ máy phía trên trần nhà giúp mô hình vũ trụ cơ học hoạt động.

Cung thiên văn Hoàng gia Eise Eisinga (tiếng Hà Lan: Koninklijk Eise Eisinga Planetarium) là một công trình kiến trúc có từ thế kỷ 18 ở Franeker, Friesland, Hà Lan. Nó hiện là một bảo tàng và mở cửa cho công chúng tham quan. Mô hình vũ trụ cơ học này nằm trong Top 100 Di sản Hà Lan kể từ năm 1990 và là một Di sản thế giới dự kiến từ tháng 12 năm 2011. Vào tháng 9 năm 2023, nó đã chính thức trở thành một Di sản thế giới của UNESCO. Đây là mô hình vũ trụ cơ học hoạt động lâu đời nhất trên thế giới.

## Lịch sử
Mô hình vũ trụ này được xây dựng từ năm 1774 đến năm 1781 bởi Eise Eisinga, một thợ chải len và nhà thiên văn học nghiệp dư. Cung thiên văn cơ khí của Eise Eisinga được xây dựng trên trần gỗ tại phòng khách trong ngôi nhà lịch sử của ông nằm ven con kênh. Willem I của Hà Lan đã rất ấn tượng với cung thiên văn nên đã mua lại ngôi nhà và nó trở thành Cung thiên văn của hoàng gia.
Bảo tàng bao gồm phòng thiên văn, phòng chiếu nơi phim tài liệu được trình chiếu và các triển lãm đặc biệt dựa trên thiên văn học hiện đại. Các phần khác được trưng bày thường xuyên là cơ sở chải len trước đây của Eisinga và bộ sưu tập các dụng cụ thiên văn lịch sử. Những thiết bị trong bộ sưu tập bao gồm kính thiên văn Georgia, octan đo độ thế kỷ 18 và Teluri, một mô hình giáo dục về Mặt trời, Trái đất và Mặt trăng. Bảo tàng cũng là một quán cà phê và là nhà rang cà phê Van Balen trước đây.
Năm 2018, Cung thiên văn đã kỷ niệm 250 năm ngày Eisinga chuyển đến thành phố Franeker vào năm 1768, sáu năm trước khi ông bắt đầu làm việc tại Cung thiên văn. Công trình được liệt vào danh sách Tượng đài Hà Lan và nhờ những nỗ lực không ngừng trong việc bảo tồn nó đã được UNESCO công nhận là Di sản thế giới vào tháng 9 năm 2023.

## Mô tả
Mô hình vũ trụ cơ học là một cung thiên văn, mô hình hoạt động của Hệ Mặt trời. Mô hình được sơn màu xanh hoàng gia lấp lánh và được viền bằng sơn vàng sáng bóng. Giữa trần nhà là Mặt trời, còn Trái Đất được tượng trưng bằng một quả cầu vàng treo lơ lửng bằng một sợi dây. Các cung Hoàng đạo cũng được mô tả. Cung thiên văn cơ học giống như kim đồng hồ di chuyển giống như trong thực tế nhưng ở quy mô thu nhỏ. Nó chính xác nhưng không hoàn hảo. Ví dụ, con lắc được làm từ một loại kim loại duy nhất nên sự dao động của nó chịu ảnh hưởng của nhiệt độ.
Dưới trần nhà là phòng khách với hầu hết các công trình cơ khí tại đây. Nó được điều khiển bởi một đồng hồ quả lắc, có 9 quả cân hoặc ao